# Рейтер, Макс Андреевич
Макс Андреевич Рейтер (латыш. Maksis Reiters; 12 (24) апреля 1886 — 6 апреля 1950) — советский военачальник, командующий армией и фронтами в Великой Отечественной войне, генерал-полковник (1943).

## Молодость и служба в Русской армии

Могила Рейтера на Новодевичьем кладбище Москвы.

Из семьи зажиточных латышских крестьян. Родился на хуторе Мельки (Meļķi) в поместье Зирген в многодетной семье. В исторических источниках дата рождения военачальника указывается, как правило, 1886 год. Однако по утверждению отдельных авторов, он родился на 5 лет позже, а в 1886-м появился на свет его брат Кристап. При рождении ребёнку дали имя Мартиньш, которое он, став взрослым, преобразовал в Макс.
Окончив реальное училище в Либаве в 1905 году, Рейтер, приписав себе 5 лет, так как ему ещё не было положенных 17-ти для зачисления в Русскую императорскую армию, в 1906 году поступил вольноопределяющимся в 1-й Сибирский стрелковый полк 1-й Сибирской пехотной дивизии. По окончании 2-летнего срока службы вольноопределяющиеся сдавали экзамен на право присвоения первого офицерского звания — прапорщика. После чего Рейтер поступил в 1908 году в Иркутское военное училище, которое также успешно окончил в 1910 году.
С января 1911 года — младший офицер 1-го Сибирского стрелкового полка.
Во время Первой мировой войны с полком Рейтер прибыл в действующую армию, воевал в 1-й Сибирской стрелковой дивизии на Западном фронте. Командовал ротой, батальоном. В начале 1916 года был тяжело ранен, после госпиталя назначен офицером для поручений при штабе Кавказской армии. В сентябре 1917 года был назначен офицером для поручений при штабе 12-й армии на Западном фронте, полковник. Во время командировки заболел тифом и находился на излечении в лифляндском городе Валке, где в феврале 1918 года попал в плен к немцам. В плену находился до февраля 1919 года, был в лагерях военнопленных в Хаммерштейне, Фестфале, Данциге. Пытался бежать из плена, но неудачно. Возвращён по обмену пленными после войны в начале 1919 года.

## Гражданская война и межвоенный период
В РККА с марта 1919 года. Вступил добровольно, сразу после возвращения из плена. Служил в Витебском пехотном полку войск ВЧК. С августа 1919 — командир 99-го стрелкового полка, а с июля — командир 97-го стрелкового полка (оба полка входили в состав 11-й Петроградской стрелковой дивизии). С ноября 1919 года командовал 32-й стрелковой бригадой. Участник Гражданской войны: в 1919 году воевал на Северном фронте в Латвии и в Эстонии, участник обороны Петрограда от армии генерала Н. Н. Юденича, участник операций против войск генерала С. Н. Булак-Балаховича. Летом 1920 года бригада была переброшена на Польский фронт, там Рейтер отличился в боях, был ранен, награждён орденом Красного Знамени. В марте 1921 года во главе этой бригады участвовал в подавлении Кронштадтского мятежа (1921), одним из первых ворвался в крепость и вновь был ранен. Награждён 2-м орденом Красного Знамени, что было огромной редкостью в то время (таких дважды кавалеров было менее 300 человек). Член РКП(б) с 1922 года.
После войны служил в той же 11-й Петроградской стрелковой дивизии: командир 33-й стрелковой бригады, командир 31-й стрелковой бригады, помощник начальника дивизии. Участник боевых действий в Карелии против финских войск в 1922 году. Окончил Военно-академические курсы высшего комсостава РККА в 1923 году в Москве. С сентября 1923 года временно исполнял должность начальника 11-й стрелковой дивизии. С октября 1924 — командир 2-й Приамурской стрелковой дивизии (Благовещенск). С марта 1926 по декабрь 1929 года — командир 36-й Забайкальской стрелковой дивизии (Чита). В 1927 году окончил курсы усовершенствования высшего начсостава, а в 1929 году во главе дивизии участвовал в боевых действиях на КВЖД.
В декабре 1929 года был откомандирован в промышленность, командовал Закавказским промышленным округом военизированной охраны промышленных предприятий и государственных сооружений ВСНХ СССР, успешно руководил борьбой с диверсантами и басмачами. В связи с передачей в 1931 году военизированной охраны Наркомтяжпрома СССР в ОГПУ СССР, работал заместителем начальника противовоздушной и противопожарной обороны при ВСНХ СССР. Затем возвращён в РККА и в сентябре 1932 года назначен командиром 73-й Омской стрелковой дивизии в Сибирском военном округе. В сентябре 1933 года направлен на учёбу и в 1935 году окончил Военную академию РККА имени М. В. Фрунзе. С ноября 1935 года служил во 2-м (оперативном) отделе штаба РККА. С апреля 1936 года — начальник 3-го (с августа 1938 — 5-го) отдела в Управлении боевой подготовки РККА.
В декабре 1938 году был уволен из Красной Армии, но арестован не был. В июне 1939 года приказ об увольнении был отменён. Тем не менее, будучи восстановленным в РККА, Рейтер ещё полгода оставался без нового назначения и только в январе 1940 года был назначен помощником командующего по военно-учебным заведениям Северо-Кавказского военного округа, с июля 1940 — заместителем командующего, а в июне 1941 года стал временно исполнять обязанности командующего войсками военного округа.

## Великая Отечественная война
На фронт Великой Отечественной войны прибыл в августе 1941 года, на должность начальника тыла — заместителя командующего по тылу Центральным фронтом. В октябре 1941 года, в условиях начавшегося немецкого генерального наступления на Москву и крушения советской обороны на центральном направлении, был назначен командующим оперативной группой прикрытия тыла Брянского фронта. Группа прикрытия в составе неполной (405-й стрелковый полк, батальон из 470-го стрелкового полка, два дивизиона 299-го артполка, противотанковый и зенитный дивизионы и которую возглавлял комдив полковник М. А. Сиязов) 194-й стрелковой и, весьма малочисленной в составе, 108-й танковой дивизий, не сумела задержать наступление немецкого 47-го моторизованного корпуса в районе Карачёва и в спешке отошла сначала в район села Одрино (вечер 7 октября), а затем в еще поспешнее в северо-восточном направлении, тем самым не посодействовала прорыву из окружения сил 50-й армии, которая погибла в котле западнее Желтоводья. В декабре 1941 года был тяжело ранен под городом Елец. Тогда же был назначен командующим войсками Северо-Кавказского военного округа, но из-за нахождения в госпитале в должность не вступил. С февраля 1942 года — помощник командующего по формированиям Западным фронтом.
С марта 1942 года командовал 20-й армией на Западном фронте, участник Первой Ржевско-Сычевской наступательной операции. В этой тяжелой операции его армия отличилась и достигла наибольшего успеха, прорвав несколько рубежей немецкой обороны и продвинувшись до 40 километров.
После этого успеха в сентябре 1942 года был назначен командующим Брянским фронтом. Вновь отличился в Воронежско-Касторненской наступательной операции, где войска его фронта нанесли тяжелое поражение 2-й немецкой армии и полностью разгромили 3-й армейский корпус 2-й венгерской армии. За отличия в этой операции кроме награждения орденом Суворова 1-й степени (стал одним из первых кавалеров этого ордена) ему было присвоено звание генерал-полковника. Однако при планировании указанной операции Рейтер предлагал отсрочить её начало на один день, чтобы подтянуть резервы, вступив по этому поводу в конфликт с Верховным главнокомандующим И. В. Сталиным. Несмотря на то, что операция прошла успешно, Рейтер был прав: темпы наступления были бы больше, если бы была принята позиция командующего фронта. Однако после размолвки Рейтер был отстранен от командования боевыми частями.
12 марта 1943 года Брянский фронт был упразднён. Рейтер был назначен командующим войсками Резервного фронта, 23 марта переименованного в Курский фронт, а 27 марта 1943 года на основании директивы Ставки ВГК от 24 марта1943 года ставшего Орловским фронтом. На следующий день, 28 марта 1943 года, Брянский фронт был восстановлен, и М. А. Рейтер был вновь назначен его командующим. С июня 1943 года — командующий войсками Степного военного округа, активно готовил войска к надвигавшемуся сражению на Курской дуге. С июля по сентябрь 1943 года — заместитель командующего Воронежским фронтом, с которым участвовал в Белгородско-Харьковской наступательной операции.
Однако по неясным причинам в сентябре 1943 года был отозван с фронта и направлен на тыловую работу. С сентября 1943 года командовал Южно-Уральским военным округом.

## Последние годы и память
С января 1946 по январь 1950 — начальник Высших стрелково-тактических курсов усовершенствования комстава пехоты «Выстрел» имени Б. М. Шапошникова. В январе 1950 года освобождён от должности, а через три месяца, 6 апреля 1950 года, скончался.
Похоронен на Новодевичьем кладбище в Москве.
В 1960-е годы о Рейтере написал в мемуарах его сослуживец, генерал-полковник Леонид Михайлович Сандалов. После этого одна из улиц в Вентспилсе была названа именем латышского военачальника, а в его родном посёлке Зирас к «столетию» Рейтера ему открыли памятник.

## Воинские звания
- комдив — 17 февраля 1936
- генерал-лейтенант — 4 июня 1940
- генерал-полковник — 30 января 1943

## Награды
- орден Ленина (21.02.1945)
- 4 ордена Красного Знамени (31.12.1921, 10.03.1922[6], 3.11.1944, 20.06.1949)
- орден Суворова 1-й степени (14.02.1943)
- медали
- Орден Республики (Тувинская Народная Республика, 15.03.1943)